# Абсхаген, Карл Хайнц
Карл Хайнц Абсхаген (нем. Karl Heinz Abshagen; 14 июня 1895, Штральзунд — 18 февраля 1976, Швайнфурт) — немецкий журналист и литератор. Брат Вольфганга Абсхагена, дядя Ханса Ульриха Абсхагена.
Окончив гимназию, ушёл на Первую мировую войну, дослужился до офицерского чина. Затем изучал право в Гамбургском университете, в 1925 г. получил в Эрлангенском университете степень доктора права, защитив диссертацию об устройстве городского самоуправления в Лондоне.
Работал в семейном бизнесе, затем занялся журналистикой. Работал в Париже, Брюсселе, Лондоне (1929—1933), Амстердаме, Мадриде, Лиссабоне, Токио и наконец в 1943—1946 гг. в Китае, Внутренней Монголии и Корее как корреспондент различных германских изданий. После Второй мировой войны обосновался в Баварии, занимался литературной работой и преподавал в мюнхенской Высшей политической школе (в настоящее время в составе Мюнхенского технического университета).
Наиболее известное сочинение Абсхагена — биография Вильгельма Канариса под названием «Канарис. Патриот и гражданин мира» (нем. Canaris. Patriot und Weltbürger; 1949). Две книги Абсхаген посвятил Великобритании, в которой провёл несколько лет: «Король, лорды и джентльмены» (нем. König, Lords und Gentlemen; 1938) и «Самый большой остров Европы» (нем. Europas große Insel; 1960). О своей работе в Восточной Азии напечатал книгу очерков «В стране Аримасен: Журналист на Дальнем Востоке» (нем. Im Lande Arimasen, als Journalist im Fernen Osten; 1948).
Был женат; сын Герт (1920—1945), фельдшер, погиб на войне.
Офицер ордена «За заслуги перед Федеративной Республикой Германия» (1958).